# Жуэнвиль (архипелаг)
Архипелаг Жуэнвиль (англ. Joinville Island group) — архипелаг у северо-восточной оконечности Антарктического полуострова, от которого он отделён Антарктическим проливом. Общая площадь архипелага — 2124,6 км².

## История открытия
Архипелаг был открыт французской экспедицией 1838 года под командованием капитана Жюля Дюмон-Дюрвиля, который назвал группу островов Жуэнвилем в честь Франсуа Орлеанского, принца де Жуанвиля (фр. François d'Orléans, Prince of Joinville).

## География
Архипелаг Жуэнвиль практически полностью покрыт снегом и льдом. Архипелаг состоит из 5 островов. Его крупнейший остров также носит название Жуэнвиль. К северу от него лежит остров Д'Юрвиль (отделён от острова Жуэнвиль проливом Ларсен), а к югу — остров Данди. Ещё два острова архипелага — Паулет и Брансфилд, значительно уступают первым трём по территории. 

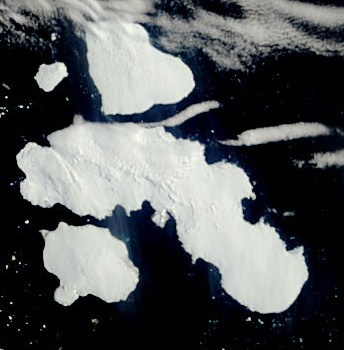
Снимок островов, сделанный со спутника. Остров Дюрвиль (верхний), Жуэнвиль (центральный) и Данди (нижний).